# ティーグル (戦列艦)
ティーグル（Tigre）はフランス海軍の74門戦列艦。1793年に進水した。1795年にイギリス海軍に捕獲され、以後、1817年に解体されるまで同じ名でイギリス海軍で任務についた。

## 戦歴
最初の艦長はピエール・ジャン・ヴァン・スタベル（Pierre Jean Van Stabel）であり、その指揮する6隻の戦隊の旗艦となった。特筆すべき戦闘は1793年、戦列艦ジャン・バール（Jean Bart）とともにフリゲート・セミヤント（Sémillante）を救出した戦いである。
1795年、ジャック・ベドウ艦長のときにグロワ島の海戦に参加し、イギリスに捕獲された。そしてその名（HMS Tigre）のままイギリス海軍に就役した。
1799年のアッコ包囲戦 (1799年)の際にはシドニー・スミスのイギリス戦隊の1隻として行動した。
ティーグルは1817年6月に解体された。